# Maxim Bilovitskiy
Maxim Bilovitskiy (Maardu, el 8 de noviembre de 1992) es un químico, escritor, fotógrafo y youtuber estonio de habla rusa.

## Biografía
En 2014, se graduó en la Facultad de Tecnología Química y de Materiales de la Universidad Técnica de Tallin en ingeniería de alimentos y desarrollo de productos. En 2016, obtuvo su máster en la misma universidad (tesis de maestría "El efecto de las proteínas anticongelantes y oligosacáridos en la recristalización del hielo en el helado").
Es autor de tres libros de química publicados en Rusia.
En diciembre de 2023, su laboratorio fue incendiado.

## Youtube
En 2011, creó el canal ruso de YouTube "Thoisoi" en ruso. A diciembre de 2022, su canal había acumulado más de 288 millones de visitas y más de 1,9 millones de suscriptores. Su afición es divulgar la ciencia y crear vídeos educativos. En 2014, creó un segundo canal para sus seguidores de habla inglesa, y en 2021 un tercer canal en español. El canal inglés tiene más de 960.000 suscriptores y tiene más de 120 millones de visitas, mientras que el español solamente tiene 50.000 suscriptores y poco más de 5 millones de visitas.

## Fotografía
En 2015, su video sobre las propiedades de los superconductores ganó el concurso de fotografía científica de Estonia en la categoría de "otros archivos multimedia". Su otra fotografía de cristales de lactosa obtuvo el segundo puesto en la categoría de "fotografías microscópicas". Su video sobre el superconductor YBCO ganó posteriormente el Concurso Europeo de Fotografía Científica en la categoría de medios no fotográficos.
Ganó el Concurso de Ciencia Wiki 2017 en la categoría de medios no fotográficos con un vídeo de una gota de agua congelada en un ambiente gélido. En el Concurso de Ciencias Wiki de 2019, su video sobre el crecimiento de cristales de plata en la superficie del cobre a partir de una solución de nitrato de plata fue incluido entre los finalistas en la misma categoría, y en 2021, su video de la cámara de nubes de Wilson ganó la categoría de medios no fotográficos.

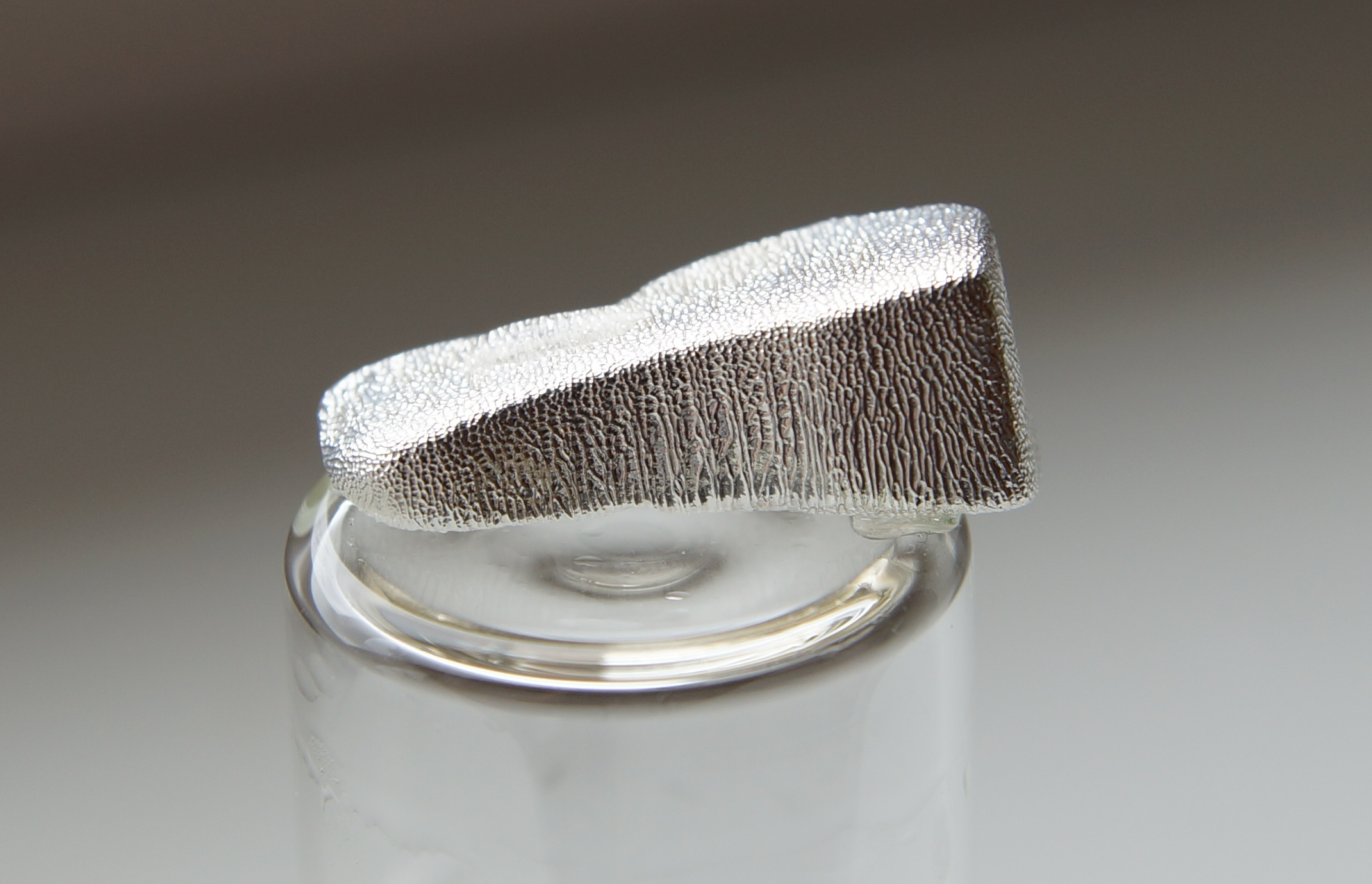
Una aleación de magnesio y aluminio parcialmente disuelta en ácido sulfúrico al 25 por ciento.
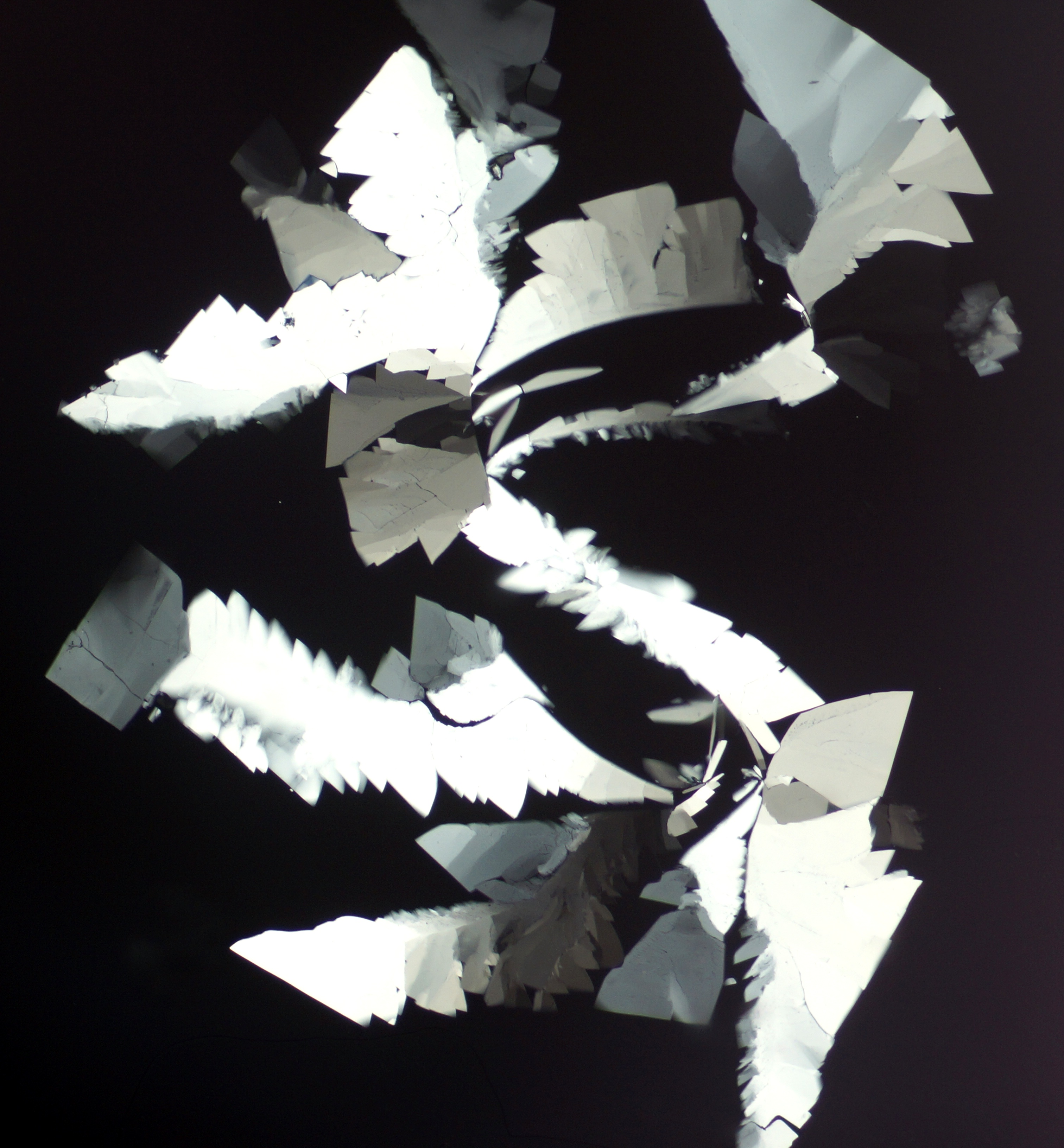
Vídeo de Maxim Bilovitskiy que presenta las propiedades del superconductor YBCO (2015)
- Cristales de lactosa. Fotografía de Maxim Bilovitskiy (2015)
- Congelación de una gota de agua a -180 °C. Vídeo de Maxim Bilovitskiy (2017)
- Vídeo de la Cámara de Wilson (2021)
- Dióxido de carbono supercrítico (2023)

En 2021 fue nominado al Premio de Comunicación Científica de Estonia como mejor comunicador de ciencia y tecnología.